# 1302 Werra
1302 Werra је астероид главног астероидног појаса чија средња удаљеност од Сунца износи 3,114 астрономских јединица (АЈ).
Апсолутна магнитуда астероида је 10,6 а геометријски албедо 0,163.